# Lebombo-bjergene
Lebombo-bjergene er en bjergkæde i det sydlige Afrika, som strækker sig fra Hluhluwe i KwaZulu-Natal syd for Punda Maria i Limpopoprovinsen i Sydafrika. Dele af bjergene ligger i Sydafrika, Mozambique og Swaziland. Kruger Nationalpark og Phongolo Naturreservat beskytter dele af bjergrækkerne. Kæden er omkring 800 km lang.
26°15′S 32°00′Ø / 26.25°S 32°Ø